# Sammy Price
Samuel Blythe Price (Honey Grove, 6 oktober 1908 - New York, 14 april 1992) was een Amerikaanse jazz- blues- en boogiewoogie-pianist.

## Carrière
Price studeerde piano in Dallas en was in het begin van zijn carrière ook zanger en danser in de band van Alphonse Trent van 1927 tot 1930. Zijn eerste opname maakte hij in 1929 als Sammy Price & his Four Quarters. Daarna was hij enkele jaren in Kansas City en daarna in Chicago en Detroit. In 1938 werd hij huispianist bij Decca Records in New York, waar hij onder andere de blues-zangeressen Sister Rosetta Tharpe en Trixie Smith begeleidde. Tijdens de jaren 1940 leidde hij daar zijn eigen band Texas Blusicians, met onder andere Don Stovall en Emmett Berry, die ook eens met Lester Young hadden opgenomen. Vervolgens speelde hij regelmatig in de clubs van de 52. Street en in musicals.
In 1948 speelde hij op het jazzfestival in Nice met Mezz Mezzrow. In 1951 was hij weer in Texas. In 1954 was hij in New York en begeleidde daar Mahalia Jackson en Jimmy Rushing. Hij speelde ook vaak met r&b-bands. In 1955/1956 was hij met zijn eigen band op tournee in Europa. Daarna was hij tot 1967 de partner van Red Allen. Daarna speelde hij in het Roosevelt Hotel in New York, dicht bij het West End Cafe, en midden jaren 1970 in het New Orleans-georiënteerde Crawcaddy Restaurant in New York, waar hij onder andere ook optrad met Benny Goodman en Buddy Rich. 
Price bleef tot kort voor zijn overlijden als muzikant actief.

## Overlijden
Sammy Price overleed in april 1992 op 83-jarige leeftijd.

## Discografie
- ????: Sam Price 1929-1941 (Classics) met Lester Young, Billy Taylor, J.C. Heard, Harold Doc West
- 1969:Barrelhouse and Blues (Black Lion) met Sandy Brown
- 1990: European All Stars (Koch) met Oscar Klein

- Biblioteca Nacional de España: XX1077153
- Bibliothèque nationale de France: cb138986759 (data)
- Gemeinsame Normdatei: 13469435X
- International Standard Name Identifier: 0000 0000 5923 3715
- Library of Congress Control Number: n85098931
- Nationale Bibliotheek van Letland: 000256415
- MusicBrainz: a5eaa73b-62e7-4a6e-9723-2437dcb43ed5
- Nationale Bibliotheek van Israël: 987007345777905171
- Nederlandse Thesaurus van Auteursnamen: 074972073
- Istituto Centrale per il Catalogo Unico: DDSV055252
- SNAC: w6gf1f9f
- Système universitaire de documentation: 078532035
- Virtual International Authority File: 22328403
- WorldCat: E39PBJgcXVQ4Pk6cgMBGvyj9jC